# 北星鉛筆
北星鉛筆株式会社（きたぼしえんぴつ、英文社名：KITA-BOSHI PENCIL CO.LTD.）は、東京都葛飾区四つ木にある日本の文房具製造メーカー。

## 概要
現在の北星鉛筆は、1943年に北海道で鉛筆用木材の製造を行っていた杉谷木材が旧北星鉛筆を買収したことから始まる。北星ブランドの系譜は、戦前のメジャーブランドである月星鉛筆に繋がる。
四つ木の工場には「東京ペンシルラボ」という鉛筆学習施設を併設し、一般向けに工場見学を受け付けている。最近では循環型鉛筆産業システムの構築を目指し、「環境に優しい木のリサイクル商品」の開発にも力を入れている。

## 主な製品

### 鉛筆
No.9200
事務筆記用鉛筆。販売終了。

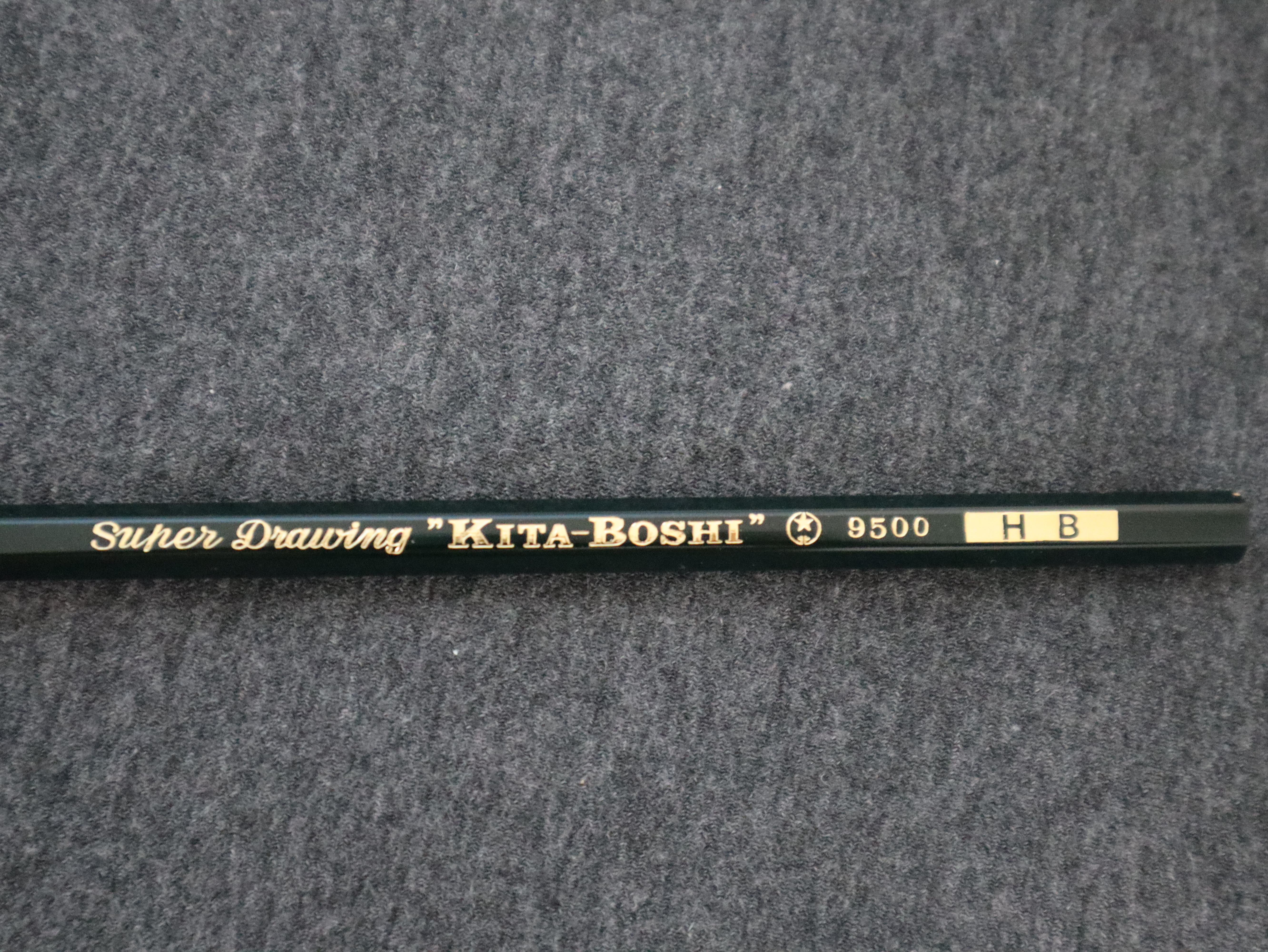
No.9500
事務筆記用鉛筆。元々は4H - 4Bの10硬度だったが、現行品はHB・B・2Bの3硬度となっている。
No.9800
事務筆記用鉛筆。販売終了。
No.9606
高級ゴム付鉛筆。
No.9351
朱通色鉛筆。
No.9667
朱藍色鉛筆。
No.9900 アートセット
4Hから6Bまで12本の鉛筆をセットした絵画用鉛筆セット。
ウッディー
木目を活かしたシンプルな鉛筆。

### その他
大人の鉛筆
創業60周年記念として発売された新商品。第20回日本文具大賞受賞。2009年葛飾ブランド「葛飾町工場物語」認定品。
もくねんさん
鉛筆のおが屑を再利用した粘土。自然乾燥させるだけで素焼き風の軽くて丈夫な木になる点が特徴。